# Prägratkees
Das Prägratkees (früher auch Landegg Ferner) ist ein Gletscher in der Granatspitzgruppe im Bezirk Lienz (Osttirol), Gemeinde Matrei in Osttirol.
Das Prägratkees befindet sich an den Westabhängen zwischen dem Stubacher Sonnblick (3088 m ü. A.), Granatspitze (3086 m ü. A.) und dem Nordwestgipfel des Kalser Bärenkopfs (3037 m ü. A.). Im Norden reicht das Prägratkees im Bereich der Granatscharte (2945 m ü. A.) bis auf den Verbindungsgrat zwischen Sonnblick und Granatspitze hinauf, wobei es hier mit dem östlich gelegenen Sonnblickkees zusammenstößt. Im südlichen Bereich besteht an der Keeswinkelscharte (2942 m ü. A.) am Grat zwischen Granatspitze und Bärenkopf hingegen keine Verbindung zum östlich gelegenen Granatspitzkees. Die größte West-Ost-Ausdehnung erreicht das Prägratkees mit knapp 600 Metern im Bereich der Keeswinkelscharte. Das Prägratkees entwässert nach Südosten in den Landeggbach, dessen Wasser weitgehend in den Tauernmoosspeicher der Kraftwerksgruppe Stubachtal ausgeleitet wird.
Anfang der 1870er-Jahre reichte das Prägratkees noch auf ganzer Breite bis zur in rund 2600 Metern liegenden Wandstufe und stieß im Südosten bis auf rund 2500 Meter vor. Im Zuge des Gletscherschwundes zog sich der Gletscher insbesondere im Nordosten stark zurück, wo er bis zur Prägratwand reichte. Noch Mitte des 20. Jahrhunderts reichte der Gletscher zusammenhängend noch bis 2700 Meter, an tiefster Stelle bis 2640 Meter hinab. Bis zu den 2010er-Jahren zog sich das Prägratkees in den meisten Bereichen bis über 2800 Meter zurück.